# Dysdera damavandica
Dysdera damavandica (лат.) — вид аранеоморфных пауков из семейства Dysderidae.
Обнаружен в Иране. Название таксона происходит от региона, где найдена типовая серия.

## Описание
Мелкий паук. Общая длина голотипа самца 10,4 мм. Карапакс 5,53 мм в длину и 4,12 в ширину. Диаметры глаз: передние AME 0,18 мм, заднесрединные PME 0,19 мм, заднебоковые PLE 0,23 мм. Карапакс, стернум, хелицеры, лабиум и максиллы красновато-коричневые. Ноги темно-оранжевые. Брюшко сероватое, без рисунка. Паутинные железы равномерно сероватые. Самец нового вида наиболее похож на самца D. concinna из Азербайджана, но отличается более длинным бульбусом (длина бульбуса/ширина тегулума = 3,1, против 2,7), относительно более коротким срединным гребнем и более длинным стилусом. Dysdera damavandica также похож на D. tapuria, но отличается от него срединным гребнем, который выше, чем ширина (против более широкого, чем высокого), относительно более длинным стилусом и задним апофизом, расположенным в дистальной половине бульбуса (против расположенного в средней части). Включён в состав видовой группы Dysdera longirostris, для которой характерны: хелицеральный клык длиной до базального сегмента, карапакс широкий, плоский и сходящийся кпереди, бульбус с боковым выступом меньше вершины. Расстояние между задними боковыми и срединными глазами (PLE и PME) менее половины их диаметра.

## Распространение
Северный Иран, провинция Мазандаран: Polur, Mount Damavand, 35°50'N, 52°03'E, 10.2015.